# Repentismo
El repentismo (o «canto de improviso») es una forma de poesía popular oral típica de algunas regiones de España (el trovo en Andalucía y Murcia, el versolarismo en País Vasco y Navarra, por ejemplo) y de varios países de América Latina (la payada en el Cono Sur, por ejemplo), basada en la improvisación pero en la que todo se improvisa menos la estructura, usándose sobre todo las quintillas o las décimas. De esta manera, si un trovador o poeta empieza una controversia con una redondilla, su contrario tendrá que seguirla de la misma forma.
El tema generalmente es burlesco y se desarrolla en forma de duelos de versos satíricos, sobre todo en circunstancias festivas en zonas rurales.